# Opere di Oscar Wilde

Ritratto di Wilde

Lo scrittore irlandese Oscar Wilde nella sua vita ha pubblicato numerose opere: poesie, opere teatrali, racconti e raccolte di lettere. Quello che segue è un resoconto della sua produzione letteraria.

## Poesia
- Ravenna (1878): primo poema, e prima opera in generale, pubblicata da Wilde. Descrive la città di Ravenna in Italia.
- Poesie (Poems, 1881): di tale raccolta pubblicò 750 copie e grazie alla casa editrice Roberts Brothers arrivò anche negli USA. Non erano in realtà composizioni particolarmente originali: riprendevano immagini e parole da Byron, Swinburne e Shakespeare, e non furono accolte con grande entusiasmo dalla critica.[1] Egli pose come emblema una rosa e una tiara: come possibile significato di cattolicesimo, paganesimo ma anche massoneria, in una loro possibile convivenza; una rappresentazione della triplice anima che Wilde voleva rappresentare nell'opera.
- La sfinge (The Sphinx, 1894): ne stampò 250 copie. L'autore dichiarò che in origine voleva stampare solo tre: una per sé, una per il British Museum e un'altra per il Paradiso, ma quella per il museo non era certo di stamparla.[2]
- La ballata del carcere di Reading (The Ballad of Reading Gaol, 1898): il titolo fu suggerito a Wilde da Robert Ross. Il protagonista è Charles Wooldridge, che in diversi modi rappresenta Wilde in prigione: l'uomo aveva ucciso il proprio amore e, secondo Wilde, tutti fanno lo stesso: il tema è il peccato che coinvolge tutti. Yeats pensava che il suo punto di forza non fosse tanto il messaggio che lanciava, quanto il modo in cui era scritta: in forma di ballata. A differenza delle opere precedenti, sui malvagi si attua una forma di vendetta, ma chi si vendica è egli stesso un colpevole loro pari.[3] L'opera esprimeva la preoccupazione di Wilde per le disumane condizioni di prigionia dell'epoca. Anche in quest'opera, Wilde, fa sfoggio involontario di buon gusto lamentando non tanto i propri patimenti carcerari, ma la preoccupazione per i figli dei prigionieri, costretti a subire tanto passivamente quanto fisicamente la loro stessa prigionia. A quel tempo, infatti, quando veniva incarcerata una donna, di riflesso, i suoi bambini venivano incarcerati con essa. L'opera, considerata una delle migliori di Wilde, ebbe un enorme successo, ma i proventi furono assorbiti in gran parte dai debiti derivanti dal fallimento, ed egli ne giovò poco.

## Opere teatrali
- Vera o i nichilisti (Vera, Or the Nihilists, 1880). La trama narra di una giovane donna che vorrebbe porre fine alla vita dello zar, finendo poi per salvargli la vita. Secondo l'autore, l'intento del dramma è quello di far emergere il dissenso dei popoli di fronte alla tirannia ed esprimere la loro voglia di libertà, preoccupazione dell'autore per l'Europa dell'epoca, anche se in realtà il soggetto del dramma era ben altro, la passione.[4] L'opera è costituita da un prologo a cui seguono quattro atti ambientati 5 anni dopo, nel 1800. Per evitare ogni possibile attacco politico cambiò il nome ai due zar protagonisti; per la documentazione necessaria si rivolse ad un rivoluzionario russo suo amico, Sergej Mihailovič Kravčinsky.[5]
- La duchessa di Padova (The Duchess of Padua, 1883), definita dallo stesso Wilde il capolavoro della sua giovinezza. In tale opera si narra la storia di Guido Ferrati, figlio del precedente duca ucciso da un personaggio misterioso, e della sua ricerca di vendetta, che lo porterà di fronte proprio al nuovo duca. La moglie del duca, ossia la duchessa del titolo, innamorata di Guido arriva a compiere ciò che il suo amato non era riuscito a fare. Wilde in una lettera a Mary Anderson presentava la passione in senso negativo, una sorta di entità che possedeva i corpi e spingeva le persone a commettere atti criminali, ma quando essa si spegneva la persona vittima di tale artifizio poteva chiederne perdono, ottenendolo.[6]
- Salomè (in francese) (1891, prima rappresentazione a Parigi nel 1896) che inizialmente Wilde avrebbe voluto chiamare The Decapitation of Salome come all'epoca raccontò a Maurice Maeterlinck.[7] Nel dramma il personaggio principale in realtà è Erode, che supera le tentazioni che gli vengono poste. Gomez Carrillo vede nella protagonista una grande sofferenza unita ad amore e odio, il tutto condito di immoralità.[8] Wilde decise di scriverlo in francese per conferire un tocco di colore in più: non aveva padronanza della lingua come il suo nativo inglese, ma la amava: secondo lui, l'unica lingua vera oltre al greco.[9] Affascinato dalla Hérodiade di Stéphane Mallarmé e dalla descrizione di due dipinti di Gustave Moreau, tra il 1891 e il 1892 Wilde scrisse l'opera per Sarah Bernhardt; fu pubblicata nel 1893 a Parigi e nel 1894 a Londra, nella traduzione di Alfred Douglas e con le illustrazioni di Aubrey Beardsley. Il testo, che nel Regno Unito poté essere rappresentato in pubblico soltanto nel 1931, funse da base all'opera omonima di Richard Strauss (1905) e al film omonimo di Carmelo Bene (1972).
- Il ventaglio di Lady Windermere (Lady Windermere's Fan, 1892) tratta di una ricattatrice divorziata che arriva a sacrificare sé stessa per l'amore materno. Nel 1891 Wilde aveva offerto il ruolo della madre (Mrs Erlynne) a Lillie Langtry, la quale però obiettò che la figlia le appariva troppo adulta per la sua età (39 anni all'epoca). Wilde allora modificò i dialoghi, inserendo una battuta che riprendeva l'osservazione dell'attrice.[10]
- Una donna senza importanza (A Woman of No Importance, 1893), secondo lo stesso Wilde ripreso da un fatto che aveva letto nel Family Herald,[11] narra di un segreto che viene scoperto molto prima rispetto alle sue precedenti opere, dove di fronte ad un esteta come Lord Illingworth si contrappongono i vari giudizi femminili. Narra di un figlio illegittimo che è diviso tra suo padre e sua madre.
- Un marito ideale (An Ideal Husband) (1895). Parla di ricatti, corruzione politica ed onore pubblico e privato.
- L'importanza di chiamarsi Ernesto[12] (The Importance of Being Earnest, 1895), la cui morale era che bisogna trattare con serietà le cose che non ci sembrano serie e al contrario trattare senza importanza tutto ciò che era serio nella vita,[13] è una commedia che vuole essere una satira nei confronti del mondo delle alte classi. Il titolo in inglese si basa sul gioco di parole fra il termine Ernest ("Ernesto") e l'aggettivo earnest che significa "onesto", "sincero"; per mantenere il gioco di parole originale è stato tradotto in italiano anche come L'importanza di essere Onesto, Franco, Fedele, Probo, Costante etc.
- La santa cortigiana o La donna coperta di gioielli (La sainte courtisane or the woman covered with jewels). Opera incompleta; prima pubblicazione, nel 1908, in Collected Works (editore Methuen).
- Una tragedia fiorentina (A Florentine Tragedy). Opera incompleta; prima pubblicazione, nel 1908, in Collected Works (editore Methuen). Tratta di un mercante che trova sua moglie in compagnia di un nobile, lo sfida a duello e lo uccide, per poi fare pace con la moglie.

## Prosa

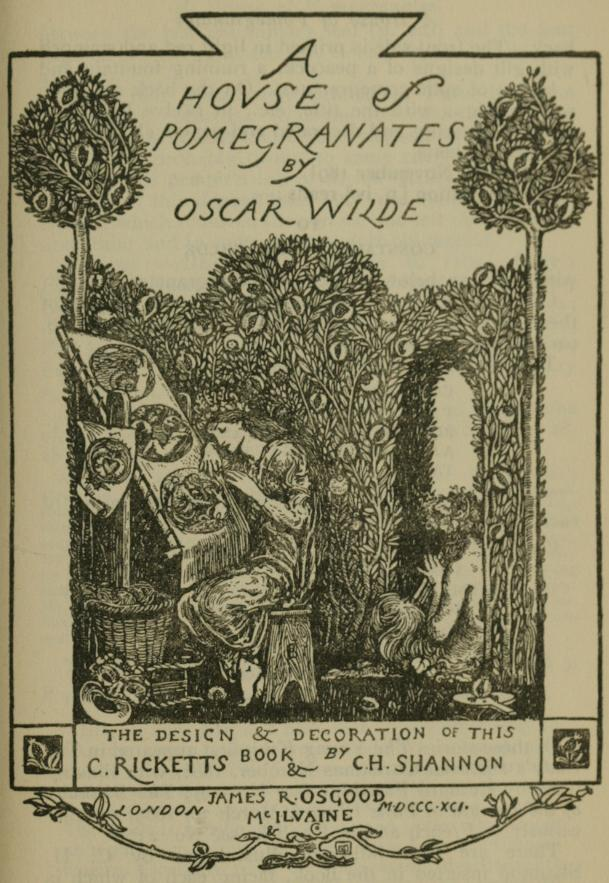
Una casa di melograni (frontespizio)

- Il principe felice e altri racconti [14] (The Happy Prince and Other Stories, 1888). Raccolta di fiabe comprendente: Il principe felice (The Happy Prince), la cui idea gli venne quando incontrò Henry Marillier a Cambridge per assistere al suo spettacolo.[15] Racconta di due amanti: una rondine ed la statua di un principe. La storia vede la rondine innamorarsi di una canna ma in seguito comprende di amare il principe; moriranno insieme durante il loro bacio[16] Seguono: L'usignolo e la rosa (The Nightingale and the Rose): tratta di un sacrificio; Il gigante egoista (The Selfish Giant): scritto in "puro inglese", come detto a Wilde da Pater una volta letto il racconto; L'amico devoto (The Devoted Friend), in cui un mugnaio tratta male l'amico Little Hans; Il razzo eccezionale (The Remarkable Rocket), un'indagine sulla vanità.
- Il ritratto di Mr W.H., (1889).
- Il delitto di Lord Arthur Savile e altri racconti (Lord Arthur Savile's Crime and Other Stories, 1891). Raccolta di racconti, tutti usciti in varie riviste nel 1887, comprendente: Il delitto di Lord Arthur Savile (Lord Arthur Savile's Crime); Il fantasma di Canterville (The Canterville Ghost); La sfinge senza enigmi (The Sphinx without a Secret); Il milionario modello (The Model Millionaire).
- Il ritratto di Dorian Gray (The Picture of Dorian Gray, 1890). Uscì dapprima su Lippincott's del 20 giugno 1890, dedicata in segreto a John Gray, tanto che arrivò a firmarsi nelle lettere Dorian, cosa che fece anche Ernest Dowson in seguito.[17] L'autore aveva da anni l'intenzione di scriverlo; quando W. B. Maxwell pubblicò un'opera che percorreva la stessa struttura di base, Wilde se ne lamentò accusandolo di aver rubato l'idea che gli aveva confidato.[18] Il nome di Basil Hallward invece derivava dal pittore Basil Ward, per cui Wilde aveva posato, e avendo espresso il desiderio che il quadro potesse invecchiare al posto suo.[19] Arrivò a dire che i tre personaggi erano altrettanti lati di sé stesso: Basil era quello che pensava di sé, Lord Henry quello che gli altri pensavano di lui, Dorian quello che avrebbe voluto essere.[20]
- Intenzioni (Intentions, 1891). Originariamente intitolato "The Decay of Lying", completato per la prima stesura nel dicembre 1888 e pubblicato nel gennaio 1889 su Nineteenth Century. Qui l'immaginazione aveva il potere di vincere sulla ragione:[21] si esprimeva il rifiuto della sincerità, le espressioni dei paradossi, esternando tutto ciò che pensava. In The Critic as Artist (1890) dava invece una risposta definitiva a Whistler, cercando di superare le sue teorie, parlando del lavoro del critico letterario, definendo il suo modo di osservare tale lavoro: i critici dovevano avere bene in mente tutta la letteratura per dare giudizi su un singolo libro, dovevano quando scrivevano mettere la propria anima nelle parole.[22] Wilde afferma che la critica è la parte più alta della creazione, e che il critico non deve essere equo, razionale e sincero, ma deve avere un temperamento squisitamente predisposto alla bellezza.
- La casa dei melograni, (A House of Pomegranates, 1891). Raccolta di quattro racconti: Il giovane re, Il compleanno dell'Infanta, Il pescatore e la sua anima, Il bimbo-stella.
- L'anima dell'uomo sotto il socialismo (The Soul of Man under Socialism): prima pubblicazione sulla rivista Pall Mall Gazette (1891); prima edizione libraria (1904); al contrario delle precedenti opere di Wilde, era un'opera rivolta al futuro. L'autore dimostra una visione positiva del socialismo, da lui però inteso come una sorta di individualismo.[23]
- Poesie in prosa (Poems in Prose, 1894). Sei brevi poemi in prosa.
- De profundis (1897): una lunga lettera che Wilde scrisse al suo amante, Lord Alfred Douglas, nel 1897, durante la reclusione nel carcere di Reading, a seguito della condanna per omosessualità.
- Le lettere di Oscar Wilde (The Letters of Oscar Wilde): pubblicate nel 2000 sulla base di un testo scoperto nel 1960.
- Teleny (Teleny or The Reverse of the Medal, Paris, 1893): romanzo a tema omosessuale; l'attribuzione a Wilde è incerta.
- Des Grieux, (1899): romanzo a tema omosessuale attribuito a Wilde, finora ignoto al pubblico, sarà pubblicato dalla University of British Columbia.[24]
- Saggi: l'antologia raccoglie diversi scritti, alcuni inediti, altri rari: Leggere, o non leggere; Ben Johnson; La storia del rinascimento di Mr. Symonds; Un nuovo libro su Dickens; Un grand'uomo in edizione economica; "Umiliati e offesi" di Dostoevskij; Aristotele al tè; L'autobiografia di Adelaide Ristori; The chronicle of Mites; M. Caro su George Sand; Poesia e prigione; Un saggio cinese; L'ultimo volume di Mr. Pater; In difesa di "Dorian Gray"; L'anima dell'uomo sotto il socialismo (già pubblicato a sé stante, vedi sopra); La decadenza della menzogna; Penna, matita e veleno; Il critico come artista; Frasi e filosofie ad uso dei giovani (ripubblicato ne "La disciplina del Dandy", vedi sotto); Oscar Wilde sul banco dei testimoni.
- La disciplina del Dandy, l'antologia che raccoglie diversi scritti, alcuni apparsi postumi: Impressioni dall'America; La decadenza della menzogna (pubblicato in "Saggi", vedi sopra); L'anima dell'uomo sotto il socialismo (già pubblicato a sé stante, vedi sopra); Alcune massime per l'istruzione dei troppo istruiti; Frasi e filosofie ad uso dei giovani (pubblicato in Saggi); Prefazione a "Il ritratto di Dorian Gray".